# Piratuba
Piratuba este un oraș în Santa Catarina (SC), Brazilia.